# Hernán Gumy
Hernán Pablo Gumy (ur. 5 marca 1972 w Buenos Aires) – argentyński tenisista, reprezentant w Pucharze Davisa.
Po zakończeniu kariery zajął się pracą trenerską. Był m.in. szkoleniowcem Guillermo Cañasa, Gustavo Kuertena, Marata Safina i Ernestsa Gulbisa.

## Kariera tenisowa
W 1990 roku został sklasyfikowany na pozycji nr 4. na świecie w rankingu singlowym juniorów.
Jako zawodowy tenisista Gumy występował w latach 1991–2001.
W grze pojedynczej awansował do 2 finałów rangi ATP World Tour, w 1996 roku w Porto i Santiago. Finał w Porto przegrał z Félixem Mantillą, a w stolicy Chile pokonał w spotkaniu o tytuł Marcelo Ríosa.
W latach 1996–2000 Gumy reprezentował Argentynę w Pucharze Davisa, rozgrywając 14 meczów singlowych, z których w 7 zwyciężył.
W 1995 roku Argentyńczyk zdobył złoty medal podczas igrzysk panamerykańskich w Mar del Plata, po pokonaniu w finale Javiera Frany.
W 1996 roku Gumy wystartował w igrzyskach olimpijskich w Atlancie, z których odpadł w 1 rundzie wyeliminowany przez Nicolása Pereirę.
W rankingu gry pojedynczej Gumy najwyżej był na 39. miejscu (19 sierpnia 1996), a w klasyfikacji gry podwójnej na 232. pozycji (6 czerwca 1994).

### Finały w turniejach ATP World Tour
| Nazwa                              |
| ---------------------------------- |
| Wielki Szlem                       |
| Igrzyska olimpijskie               |
| ATP World Tour World Championships |
| ATP Super 9                        |
| ATP Championship Series            |
| ATP World Series                   |

#### Gra pojedyncza (1–1)
| Końcowy wynik | Nr | Data                 | Turniej  | Nawierzchnia | Przeciwnik     | Wynik finału     |
| ------------- | -- | -------------------- | -------- | ------------ | -------------- | ---------------- |
| Finalista     | 1. | 16 czerwca 1996      | Porto    | Ceglana      | Félix Mantilla | 7:6(5), 4:6, 3:6 |
| Zwycięzca     | 1. | 10 października 1996 | Santiago | Ceglana      | Marcelo Ríos   | 6:4, 7:5         |